# Kanton Heiligenstadt

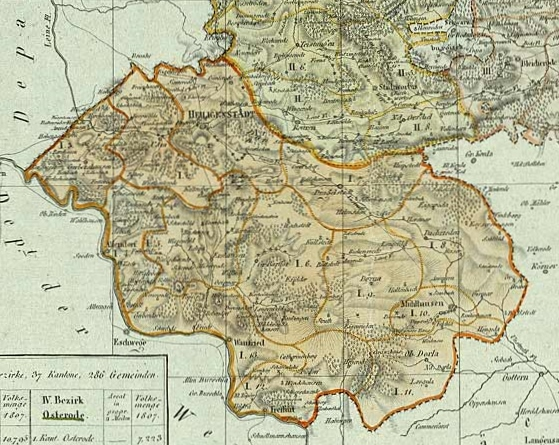
Der Kanton Heiligenstadt

Der Kanton Heiligenstadt  war eine Verwaltungseinheit im Distrikt Heiligenstadt des Departements des Harzes im napoleonischen Königreich Westphalen. Hauptort des Kantons und Sitz des Friedensgerichts war der Ort Heiligenstadt im heutigen thüringischen Landkreis Eichsfeld. Der Kanton bestand aus einer Stadt und acht Orten des Obereichsfelds. Kantonmaire war Aloys Monecke.
Zum Kanton gehörten die Ortschaften:
- Stadt Heiligenstadt
- Siemerode und Bischhagen
- Günterode und Glasehausen
- Reinholterode
- Westhausen
- Geisleden, Heuthen